# قهوه کونا
قهوه کونا نام بازار قهوه‌ای (عربیکا) است که در دامنه‌های هوالالای و ماونا لوا در شمال و جنوب منطقه کونا در جزیره بزرگ هاوایی کشت می‌شود و یکی از گران‌ترین قهوه‌های جهان است. فقط قهوه از مناطق کونا را می‌توان به عنوان «کونا» توصیف کرد. آب و هوا با صبح‌های آفتابی، ابری یا بارانی در بعدازظهر، باد کم و شب‌های معتدل همراه با خاک آتشفشانی متخلخل و غنی از مواد معدنی، شرایط مطلوبی برای کشت قهوه ایجاد می‌کند. واژه قرضی قهوه در زبان هاوایی kope تلفظ می‌شود.

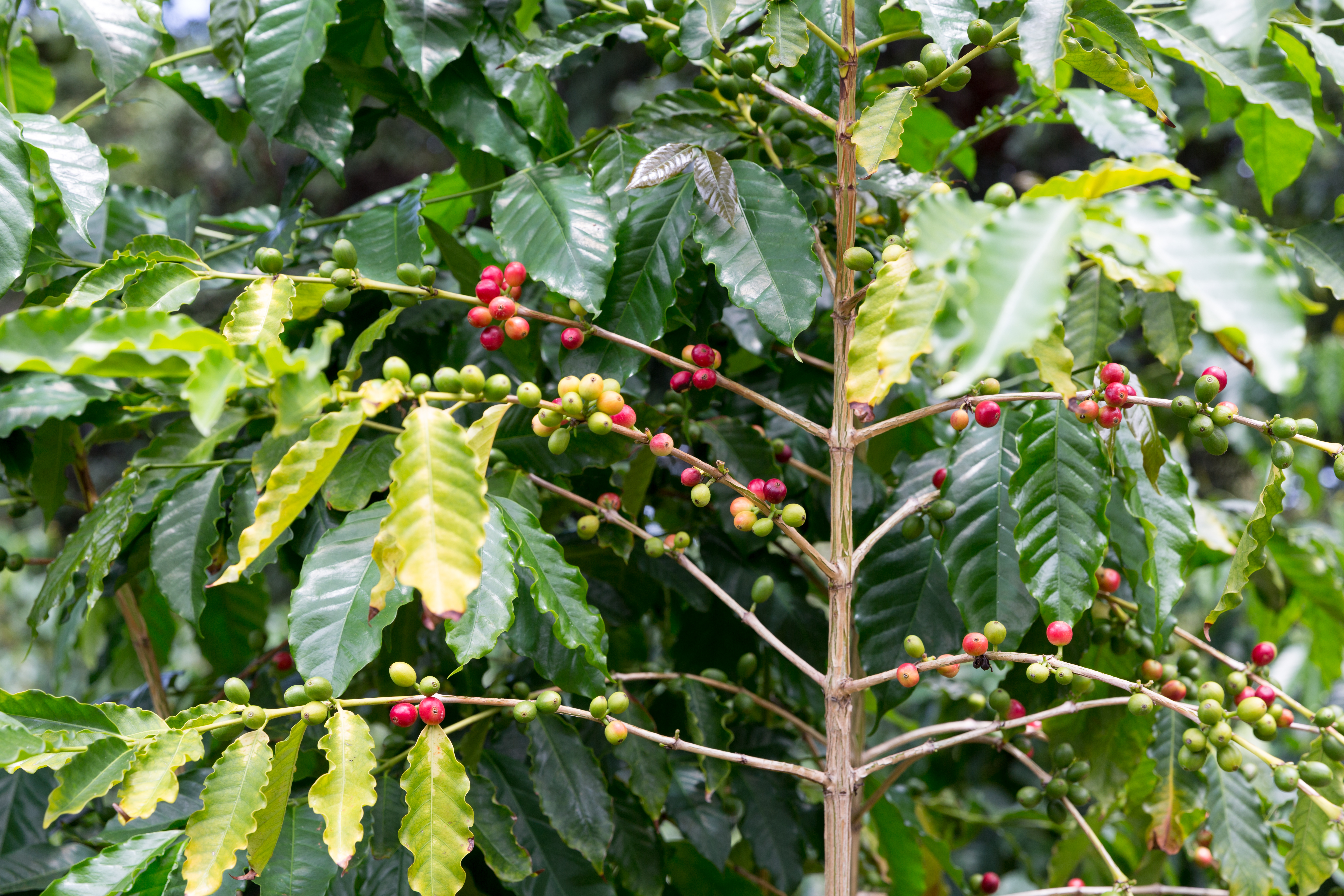
میوه قهوه کونا